# Эрик Карр
Эрик Карр (англ. Eric Carr, настоящее имя Пол Чарльз Каравелло, англ. Paul Charles Caravello; 12 июля 1950 — 24 ноября 1991) — американский музыкант-мультиинструменталист, наиболее известный своим участием в группе Kiss.
Помимо занятий музыкой, Каравелло был художником и учился в Школе искусства и дизайна в Нью Йорке. В 1980 году после того, как Питер Крисс покинул группу Kiss Каравелло был выбран новым барабанщиком и тогда же выбрал сценическое имя «Эрик Карр» и персонаж «Лис» (англ. The Fox). Он оставался участником группы до смерти от рака сердца в ноябре 1991 года, в возрасте 41 года.

## Ранняя жизнь
Карр родился 12 июля 1950 года в Бруклине в семье Альберта и Конни Каравелло. Он вырос в бруклинском районе Браунсвилл. «Это был типичный дом в стиле комедии Leave It to Beaver», вспоминал он в интервью в 1990 году. «Это было замечательно, я думаю, довольно нормально. Мой отец усердно работал, так что, к сожалению, я его практически не видел. Я понимаю это сейчас, но он работал круглосуточно, шесть дней в неделю… так что я… никогда не ходил на бейсбольный матч или что-то вроде того — никогда. Я проводил время в одиночестве. Я играл сам с огромным, огромным количеством игрушечных солдатиков. Я делал монстров, и солдаты сражались с монстрами».
«Я ходил… в… Школу Искусств и Дизайна. Я пошёл туда, чтобы быть мультипликатором. Они дают шанс попробовать себя во всех специальностях, пока ты не выберешь то, чего хочешь. После первых трёх недель… я решил сменить специальность и быть фотографом, я не знаю почему. Как результат моих школьных лет, я, обычный школьник, прожил зря абсолютно каждый школьный день. Я не выполнял никакой работы, ничего не делал для будущей карьеры, убивал время и постоянно заводил пьянки в фотолаборатории со своими друзьями. Нас ни разу не словили, потому что через односторонне стекло мы видели когда идет учитель. Не то чтобы я напивался каждый день, понимаете. Половины рюмки водки было достаточно в те дни чтоб опьянеть. Мы не выпивали бутылки. Я много веселился с друзьями в школе, я не сохранил ни одного из них, но это действительно было хорошее время».
Каравелло не выглядел как большая часть детей в основном из-за своей любви к The Beatles. «Я был одним из двух мальчиков в школе у кого были длинные волосы» — он говорил в том же интервью. Я мазал волосы гелем Dippity-Do, чтобы сделать их ровными. У меня была стрижка как у the Beatles, но у меня волосы кудрявые, так что я не мог сделать их ровными как у The Beatles. Так что я пропитывал свои волосы гелем Dippity-Do, брал нейлоновый чулок моей мамы, завязывал узел на одном конце и надевал на голову как преступник. Около двух лет я так спал каждую ночь. Самое чумовое в этом всем, это то, что мои родители позволяли мне это делать. Я мог ходить по дому, собираясь ложиться спать и все это было у меня на голове. И они себя вели как, ну, хорошо, ничего страшного. Я думаю об этом сейчас, и говорю, что они должно быть думали, что я спятил".
Его родителями были Альберт и Конни Каравелло. «Мои родители были действительно благосклонны, и они знали как сильно я люблю the Beatles. Им нравилось, что я играл музыку, я был действительно хорошим ребенком. Я не приносил никаких неприятностей. Они ни за что ко мне не придирались. Они действительно хорошие итальянские родители. Они действительно хорошие люди. Они тяжело трудились, я обязан им многим. Сейчас я стараюсь делать для них, что могу. Но тяжело вознаградить за жертву продолжительностью в жизнь. Они гордятся мной». {Записанное интервью, 1990, фэнзин KISS Alliance}.
Каравелло окончил школу в 1968 году. «Я не помню своего выпускного. Это было типично, понимаете. Я стоял там одетый в ту одежду с дурацкой шапочкой! 1960-е становились довольно неспокойными к '67, '68, когда происходили все беспорядки. Получилось так, что я жил там, где и происходили беспорядки. Мой квартал назывался Браунсвилль, Восточный Нью Йорк, когда я рос… чёрный квартал был как раз возле нашего. Моими соседями были старые итальянцы и старые евреи. Понемногу старые итальянцы и евреи начали переселяться в Лонг Айленд, понимаете, убирались. И черные люди переезжали все ближе и ближе. У меня никогда не было с кем-либо проблем, у меня были черные друзья, и я рос никогда не имея предрассудков».
"С того времени, я играл в нескольких группах из Top-40. Top-40 в те дни было все — фанк, баллады, рок, кантри и все остальное. Это было великое время для радио, на самом деле. {Записанное интервью, 1990, фэнзин KISS Alliance}.

## Ранняя карьера
До присоединения к Kiss Каравелло играл с рядом групп в основном играющих кавер-версии известных песен. Первая группа «The Cellarmen» была создана им в 1965 году вместе с несколькими друзьями. Они начали играть в местных клубах в районах Бруклин и Квинс. Всего лишь небольшое количество записей было сделано и выпущено на лейбле «Jody», небольшой бруклинской звукозаписывающей студии. Затем Каравелло присоединился к группе «Things That Go Bump In The Night» и позже «Smack». Последняя в основном состояла из участников группы «The Cellarmen», которая распалась в 1968 году.
«Salt & Pepper» была следующей кавер-группой Каравелло, играющей музыку различных жанров. Он продолжал играть с этой группой девять лет. Группа пользовалась некоторым успехом, выступая на разогреве у признанных артистов, таких как Стиви Уандер и Нина Симон. Изменив название на «Creation» в 1973 году, группа играла теперь музыку диско.
«С '70 по '79 я был в одной группе, которая меняла состав несколько раз. Она называлась Salt N' Pepper, потому, что была на 50 % чёрной и на 50 % белой. Это была крутая группа, какая (замечательная) это была группа! Мы были отличной группой. Собственно, они были мне как семья на протяжении девяти лет». {Записанное интервью, 1990, фэнзин KISS Alliance}.
В 1974 году произошла трагедия, когда во время выступления на дискотеке вспыхнул пожар в клубе Gulliver’s в Порт-Честере, Нью-Йорк, погубив десятки людей, в том числе клавишника и певца группы. Каравелло выбрался и спас одного человека. Было установлено, что в примыкающем здании вор совершил поджог, в надежде замести следы.
Годы спустя, он все ещё отчетливо помнит ту ужасную ночь. «Это был клуб под названием Gulliver’s — двадцать четыре человека погибло. Среди погибших было два человека из моей группы. Я был одним из последних людей, которые выбрались. На сцену поднялась официантка и мы остановили песню. Она попросила нас объявить, что рядом по соседству пожар и все должны освободить здание. Все начали выбегать, и потом вдруг вентиляционная система на крыше начала втягивать дым из пожара. Так, что этот густой чёрный дым начал заполнять это помещение. Свет потух — и вот, это был ад кромешный». {Записанное интервью, 1990, фэнзин KISS Alliance}.
«Мне повезло, я был на верху лестницы ведущей из этого места. Мы были под землей, там была танцевальная площадка и там была сцена. У нас была солистка, девушка, одна из наших солистов. Я держал её за руку, потому что она паниковала и хотела вернуться в подвальный этаж. Она тоже могла бы умереть. Я вытащил её, мы были одними из последних людей, кто выбрался оттуда. Два участника моей группы погибли. Наш солист, парень по имени Джордж, и этот мальчуган Дэмиен, клавишник из Дир-Парка, Лонг-Айленд — ему было семнадцать. Это было ужасно. Мы были уничтожены. Неделю спустя в воскресенье утром я вместе с гитаристом был на телевидении на канале CBS — это была передача под названием Sunday. У меня была её запись, и она пропала. Жаль, что у меня нет этой пленки, потому, что все, что вы видите это та гигантская копна волос, с моими усами как у Джона Леннона и ленноновские очки. Вот как я выглядел тогда». (Фактически, кадр с этой внешностью можно увидеть на DVD Tale Of The Fox, предоставленный младшей сестрой Карра). {Tale of the Fox DVD.}
Некоторое время группа продолжала, иногда используя название «Bionic Boogie». «Все наше оборудование было потеряно», говорит Карр, «оно все поплавилось. Оно было как трехфутовая (1 метр) куча, и все. Наш агент провел a benefit для нас и они собрали около $5,000. В те дни этого было достаточно, чтобы приобрести новую аппаратуру. И мы продолжили. Мы продолжали до 1979 года. В конце концов мы решили остановиться. После девяти лет попыток достичь успеха, этого не происходило, так что мы распались… в, я не знаю, сентябре, октябре '79». (Интервью KISS Alliance 1990).
Альбом Unmasked (1980) не принес Kiss особого успеха, по сравнению с предыдущими альбомами. Группу покинул барабанщик Питер Крисс, почти не участвовавший в записи студийных альбомов с момента выхода Love Gun (1977). Kiss объявляет о прослушиваниях на место нового барабанщика группы.

### Прослушивание в Kiss
Каравелло работал на своего отца как мастер по ремонту газовых печей в Бруклине. В это время он играл на ударных в группе Flasher.
Однажды Пол Торено, в то время также участник группы Flasher, посоветовал Каравелло пройти прослушивание в Kiss. Послушавшись совета, Каравелло приобрёл альбом Unmasked, чтобы узнать, как связаться с руководством Kiss, и, подписав заявление (на день позже крайнего срока), он встретился с менеджером группы Биллом Окоином, посоветовавшим музыканту сбрить усы: «Напугаешь группу — ничего хорошего из этого не выйдет…».
Вместе с заявлением Каравелло принёс и аудиокассету с записанным на ней синглом Kiss «Shandi», но с вокалом не Пола Стэнли, а своим. «Это звучало великолепно!» — несколько лет спустя с иронией отмечал Эрик Карр в интервью трибьют-журналу группы.
В то время как Каравелло сидел и ждал своего прослушивания, он увидел, как три участника группы Kiss, Пол Стэнли, Джин Симмонс и Эйс Фрэйли заходят в комнату для прослушивания без грима. Он был одним из немногих людей не входивших в узкий круг друзей группы, семьи или партнёров по музыкальному бизнесу, кто видел их без грима. «Пола я узнал сразу же», рассказывал он в интервью фэнзину во время поездки на туровом автобусе в 1990 году, «Насчет других я не был уверен».
В списке прослушиваемых Пол Каравелло был последним и, уходя из студии, он попросил автографы у Пола Стэнли, Джина Симмонса и Эйса Фрэйли на листе со списком песен, которые он должен был играть с группой, на случай, если он больше никогда не встретится с ними. «Но я знал, что у меня получится» — сказал Эрик в интервью всё тому же журналу в 1990 году. Согласно Каравелло, его прослушивание в Kiss было снято на видеоплёнку. Он сразу же был уверенным, чувствовал, что песни, которые он должен был играть «…были легкими». Он знал аранжировки лучше, чем группа, выучив их по записанным версиям на альбомах Kiss. «Они были в туре и меняли разные детали». Его не впечатлила игра группы на прослушивании. «Они были ужасны!», подчеркивал он, «Я должен был им напоминать: „Нет, я пою в этом строе, ты поёшь в том“. Это было великолепно! Тотчас же мы уже работали вместе. Я знаю, что это их впечатлило».
Значительным преимуществом Каравелло была его относительная неизвестность, для группы было важно сохранять некий мистицизм вокруг её участников. Пол Стэнли говорил: «Для нас это было действительно важно, что мы нашли кого-то, кто был неизвестным… Нам не нужен был кто-то, кто на прошлой неделе был в группе Рода Стюарта или в Rainbow». В пресс-релизе, анонсировавшем вступление Каравелло в Kiss, его возраст был указан на три года меньше настоящего, с целью сбить с толку искавших информацию о его личности.

## Музыкальная карьера
Первой работой Эрика Карра с Kiss был концептуальный альбом Music from «The Elder», который отметил отъезд группы к мистическому руководству арт-рока. Одним из вкладов Эрика Карра в альбом была песня, «Under the Rose», в ней присутствовал хор стиля Григорианского хорала. Позже, у него также были кредиты соавтора в песнях, «All Hell's Breakin' Loose», «Under the Gun», и «No, No, No».
Первый клип с участием Эрика Карра в гриме Лисы был снят на песню «A World Without Heroes» в 1981 году.

### Влияние и стиль
В начале своей карьеры Эрик Карр обожествлял Джона Бонэма из Led Zeppelin и Ринго Старра из The Beatles. Затем интерес сместился в сторону манеры игры Джинджера Бейкера из Cream. Вообще в музыке Карр был всеяден. Адам Митчелл, автор текстов, говорил о Карре как о знатоке фолка, R&B и других стилей.
Помимо барабанов, Эрик Карр также играл на гитаре, бас гитаре, и фортепиано и хорошо пел. Иногда на концертах Kiss он пел «Black Diamond». Его первый лид-вокал в студии — это классическая песня Kiss «Beth» (первоначально спетая Питером Криссом) была повторно записана для альбома Smashes, Thrashes & Hits. Последний концерт Эрика Карра с Kiss состоялся 9 ноября 1990 в Нью-Йорке, в Madison Square Garden.
Джин Симмонс, басист Kiss, заявил, что тяжелый барабанный стиль Эрика Карра выдвинул Kiss на уровень более тяжелой «металлической» группы, чем когда за барабанами был вдохновлённый джазом Питер Крисс.

### Rockology
В 2000 году вышел первый соло-альбом Эрика Карра под названием Rockology. Альбом Rockology выпустил Ex-гитарист группы Kiss и друг Эрика Карра Брюс Кулик.

### Unfinished Business
В 2011 году вышел второй соло-альбом Эрика Карра — Unfinished Business.

## Смерть
После тура в поддержку альбома Hot in the Shade у него был диагностирован неожиданно серьёзный и чрезвычайно редкий тип рака — рак сердца. При активном лечении рак был приостановлен, и здоровье Эрика начало улучшаться, однако ненадолго. Впоследствии у него развилась аневризма, и он был срочно отправлен в больницу. Он пережил этот эпизод, но это был только вопрос времени: прежде чем произошло кровоизлияние в мозг, вызванное раковыми клетками. Эрик Карр умер 24 ноября 1991 года в возрасте 41 года. 
Эрик Карр был похоронен на кладбище Сидар-Хилл в городе Ньюберге, Нью-Йорк. На его могиле не написали его настоящего имени, на ней написано «Эрик Карр».

### Последняя запись
Последняя запись Эрика Карра с группой Kiss была для песни «God Gave Rock 'N Roll To You II», на которой звучит его бэк-вокал. Уже при записи песни у него были сильные проблемы со здоровьем, и поэтому он не мог играть на барабанах. Для записи был приглашён сессионный барабанщик Эрик Сингер (который ранее играл в группе Пола Стэнли во время его сольного тура по Америке и Канаде в 1989 году, а после смерти Эрика Карра стал барабанщиком группы Kiss), хотя Эрик Карр даже появился в клипе на песню «God Gave Rock 'N Roll To You II».

### Дань
Как дань, альбом Revenge выпуска 1992 года группы Kiss показал то, что, как говорят, является единственным соло на барабанах, когда-либо записанным с группой, названное «Carr Jam 1981», запись сделана для альбома Music from «The Elder» (партия Эйса Фрэйли была сверхдублирована Брюсом Куликом). Альбом Revenge был также посвящён Эрику Карру.
Эрик Карр был введён в Rock Walk Hall of Fame в Guitar Center в Голливуде, Калифорния. Эйс Фрэйли также посвятил своё соло из альбома Anomaly выпуска 2009 года Эрику Карру.

## Дискография
- Music from «The Elder» (Ноябрь 1981)
- Killers (Май 1982) (неамериканский сборник с четырьмя новыми песнями)
- Creatures of the Night (Октябрь 1982)
- Lick It Up (Сентябрь 1983)
- Animalize (Сентябрь 1984)
- Asylum (Сентябрь 1985)
- Crazy Nights (Сентябрь 1987)
- Smashes, Thrashes & Hits (Ноябрь 1988) (вокал на «Beth», сверхдублирует барабаны)
- Hot in the Shade (Октябрь 1989) (барабаны на всём альбоме, лид-вокал на «Little Caesar»)
- Revenge (Май 1992) (бэк-вокал на «God Gave Rock 'N' Roll To You II» & барабаны на «Carr Jam 1981»)
- You Wanted the Best, You Got the Best!! (Японская версия и Американский винил) (Июль 1996) (барабаны на «New York Groove»)
- Rockology (Апрель 2000)
- The Box Set (Ноябрь 2001) (Карр на дисках 3-5)
- The Very Best of Kiss (Август 2002) (барабаны на треках 18-20,вокал на 21)
- The Best of Kiss, Volume 2: The Millennium Collection (Июнь 2004)
- Gold (Январь 2005) (барабаны на диске 2; треках 18-20)
- Unfinished Business[англ.] (Ноябрь 2011)

## Прочее
- Bryan Adams: Cuts Like a Knife — соавтор «Don't Leave Me Lonely»
- Wendy O. Williams: W.O.W. — барабаны на «Legends Never Die» и соавтор «Ain't None of Your Business»
- Frehley’s Comet, Ace Frehley: Frehley’s Comet, Greatest Hits Live — соавтор «Breakout»
- Prophecy: A Tribute to Eric Carr — «Your Turn to Cry»